# 西澤将太
西澤 将太（にしざわ しょうた、1997年3月30日 - ）は、ジャパンラグビーリーグワン三重ホンダヒートに所属するラグビー選手。

## プロフィール
- オーストラリア出身[1]。
- ポジションはフッカー(HO)。
- 身長 176 cm、体重 103 kg

## 略歴
ワイカト大学 卒業後、2021年、Honda Heat(現・三重ホンダヒート)に加入。